# Coalinga
Coalinga (en anglais [ˌkoʊ.əˈlɪŋɡə] ou [kəˈlɪŋɡə]) est une municipalité américaine du comté de Fresno, en Californie. Sa population était de 13 380 habitants au recensement de 2010.

## Démographie
| 1910  | 1920  | 1930  | 1940  | 1950  | 1960  |
| ----- | ----- | ----- | ----- | ----- | ----- |
| 4 199 | 2 934 | 2 851 | 5 026 | 5 539 | 5 965 |

| 1970  | 1980  | 1990  | 2000   | 2010   | - |
| ----- | ----- | ----- | ------ | ------ | - |
| 6 161 | 6 593 | 8 212 | 11 668 | 13 380 | - |